# Mounia Meddour
Mounia Meddour (Mosca, 15 maggio 1978) è una regista algerina naturalizzata francese.

## Biografia
Nasce a Mosca nel 1978 da madre russa e padre algerino (Azzedine Meddour, regista). All'età di 18 anni si trasferisce con la famiglia in Francia a causa delle minacce di morte ricevute dal padre.
Perfeziona i suoi studi in una scuola di giornalismo e ottiene un diploma al Cefpf - European Centre Of Training Production Film.
Dopo alcune esperienze da aiuto regista nel 2007 firma il suo primo documentario Particules élémentaires a cui farà seguito La Cuisine en héritage nel 2009 e Cinéma algérien, un nouveau souffle nel 2011.
Nel 2019 realizza il suo primo lungometraggio, Non conosci Papicha, presentato a Cannes e vincitore del premio César 2020 come migliore opera prima.

## Filmografia
- Tikjda. La caravane des savoirs - documentario (2006)
- Particules élémentaires - documentario (2007)
- La Cuisine en héritage - documentario (2009)
- Cinéma algérien, un nouveau souffle - documentario (2011)
- Edwige - cortometraggio (2012)
- Non conosci Papicha (Papicha) (2019)
- Houria - La voce della libertà (Houria) (2022)